# Sharmila Jan Nona
Sharmila Jan Nona (* 3. Februar 1999) ist eine sri-lankische Leichtathletin, die sich auf den Sprint spezialisiert hat.

## Sportliche Laufbahn
Erste internationale Erfahrungen sammelte Sharmila Jan Nona 2016 bei den Juniorenasienmeisterschaften in der Ho-Chi-Minh-Stadt, bei denen sie im 100-Meter-Lauf mit 12,62 s in der ersten Runde ausschied. 2019 belegte sie bei den Südasienspielen in Kathmandu mit 24,37 s im 200-Meter-Lauf den vierten Platz.
2019 wurde Jan Nona sri-lankische Meisterin im 200-Meter-Lauf.

## Persönliche Bestleistungen
- 100 Meter: 11,99 s (+0,1 m/s), 22. März 2019 in Colombo
- 200 Meter: 24,37 s (+0,7 m/s), 4. Dezember 2019 in Kathmandu